# パリ〜ブールジュ
パリ〜ブールジュ（Paris-Bourges）は、例年10月上旬にフランスのパリからブールジュまでの間で行われる自転車ロードレースのワンデイレース。UCIヨーロッパツアー1.1カテゴリ。